# 1793년 프랑스 헌법

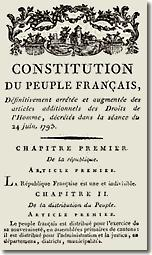

1793년 프랑스 헌법(프랑스어: Constitution de l' an I)은 1793년 6월 24일, 프랑스 혁명이 한창일 때 국민 공회에서 채택된 헌법이다. 당시의 정식 명칭은 《공화력 1년 헌법》이지만 1793년 헌법은 태양력의 호칭으로, 그 특성상 《자코뱅 헌법》 또는 《몽타뉴 헌법》이라고도 불린다.(몽타뉴는 산악파를 의미한다.)
인민주권, 남성 보통선거 제도, 인민의 생활 노동 권리 등을 인정할 철저한 민주주의의 입장에 서 있으며, 국민 투표에 의한 압도적인 지지로 통과되었지만, 혁명의 강화를 이유로 결국 실시되지 않았다.

## 개요
국왕의 권한 정지, 새로운 헌법의 제정 등을 목적으로 하는 국민 공회는 1793년 2월 15일 지롱드 파의 헌법 초안(에로 드 세시르, 바레르, 생 쥐스트 등이 기초한)을, 같은 해 6월 24일 체결했다. 권리 선언 35조 및 본문 124조로부터 구성된다. 국민투표에서 투표율 약 27%, 찬성 약 172만, 반대 2만이 되었다.
1791년 프랑스 헌법과 다른 큰 특징으로 “인민주권”이라는 것을 들 수 있다. 그것을 단적으로 나타내는 것이 “주권은 인민에 속한다”(권리선언 25조), “주권자인 국민은 프랑스 시민의 총체이다”(본문 7조) 등이 있고, (직접) 민주주의적이라고 할 수 있는 일면도 볼 수 있으며, 다음과 같은 사실이 적혀 있다. 의회가 채택한 법안에 관해 올바른 절차에 따라 시민들의 반대가 나온 경우 유권자의 집회가 개최되어 직접 심의가 진행된다.
민주주의적 권력이 집중되는 원리라고도 할 수 있지만, 입법부가 집행위원회(정부)를 선출하는 것도 주목된다. 마찬가지로 당시 획기적인 요소의 하나로서, 선거권 확대, 즉, 21세 이상 남자의 보통선거권 (전체 4조)이 있다. 이것은 일정 조건을 충족하는 외국인에게도 참정권을 인정했다.

## 같이 보기
- 1791년 프랑스 헌법
- 공화력 3년 헌법 (1795년 프랑스 헌법)